# Hibbertia juncea
Hibbertia juncea är en tvåhjärtbladig växtart som först beskrevs av George Bentham, och fick sitt nu gällande namn av J.W.Horn. Hibbertia juncea ingår i släktet Hibbertia och familjen Dilleniaceae. Inga underarter finns listade i Catalogue of Life.